# تنها در خانه (بازی ویدئویی)
«تنها در خانه» (انگلیسی: Home Alone) یک بازی ویدئویی در سبک بازی اکشن است بر اساس فیلمی به همین نام که توسط تی‌اچ‌کیو و در سال ۱۹۹۱ و در پلت‌فرم‌های داس، سوپر نینتندو، سگا مگا درایو، آمیگا، سیستم سرگرمی نینتندو، و گیم بوی منتشر شده‌است.